# Atomaria mesomela
Atomaria mesomela is een keversoort uit de familie harige schimmelkevers (Cryptophagidae). De wetenschappelijke naam van de soort werd in 1792 gepubliceerd door Johann Friedrich Wilhelm Herbst.